# 필리핀사슴
필리핀사슴(Philippine deer, 학명: Rusa marianna)은 필리핀 대부분의 주요 섬의 숲과 초원 지대에서 발견되는 사슴의 일종이다. 잘 발견되지 않는 주요 섬 지역은 네그로스섬과 파나이섬, 바부얀 제도, 바탄 제도 등이다. 필리핀삼바사슴(Philippine sambar) 또는 필리핀갈색사슴(Philippine brown deer)으로도 알려져 있다. 서식지 감소와 과도한 사냥때문에 개체군 서식 지역의 파편화가 증가하여 국제자연보전연맹(IUCN)이 멸종 취약종으로 분류했다.
필리핀사슴은 중형 크기의 사슴으로 근연종인 삼바사슴보다 일반적으로 작은 편이다. 머리에서 몸까지의 길이는 100~151cm이고, 어깨 높이는 55~70cm, 몸무게는 40~60kg 정도이다. 흰색을 띄는 꼬리 안쪽을 제외하고, 주로 갈색을 띤다. 민다나오섬에서 연한 갈색을 띠는 경우가 일부 전해지고 있다. 수컷은 일반적으로 20~40cm 정도의 아주 짧은 가지뿔을 갖고 있다.
필리핀의 다양한 서식지에서 발견된다. 저지대 숲부터 산악 숲 경사면까지, 해발 고도 2900m까지 높이에서 서식한다. 짝짓기 철은 대개 9월부터 1월로 암컷이 한번에 한 마리의 새끼를 낳고, 새끼의 몸에 나타나는 연한 색의 반점은태어난 지 수주 후에 사라진다. 발정기 동안 암컷은 최대 8마리로 이루어진 작은 무리를 형성하는 반면에 수컷은 홀로 생활하며 호전적이다. 필리핀사슴은 야행성 동물로 대부분의 활동을 밤에 하며, 낮에는 울창한 숲의 잡목 속에서 휴식을 취한다. 일반적으로 자연 숲 주변에 모여 살며, 풀과 나뭇잎 그리고 떨어진 열매 등을 먹이로 먹는다.

## 사진

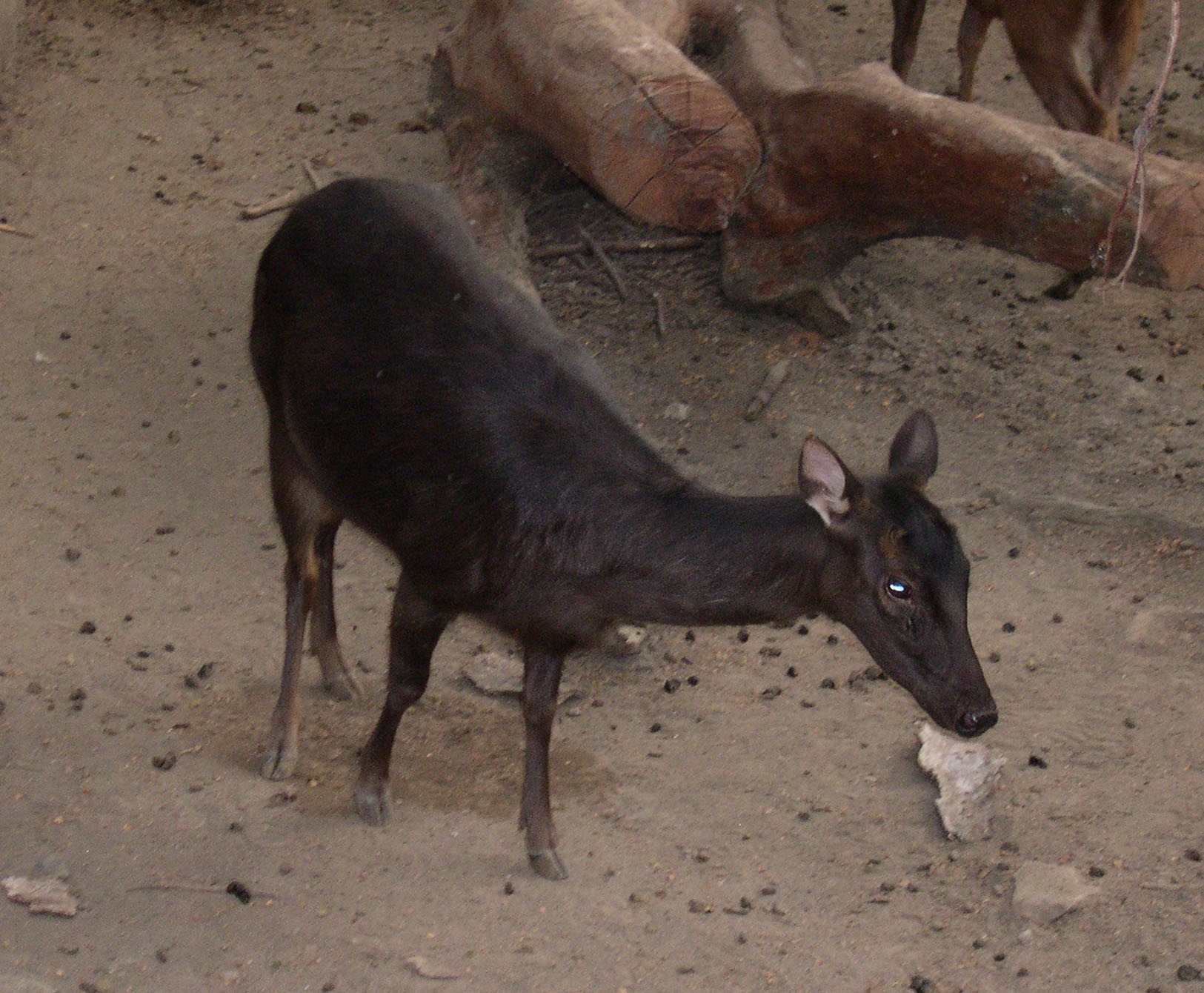
Rusa marianna
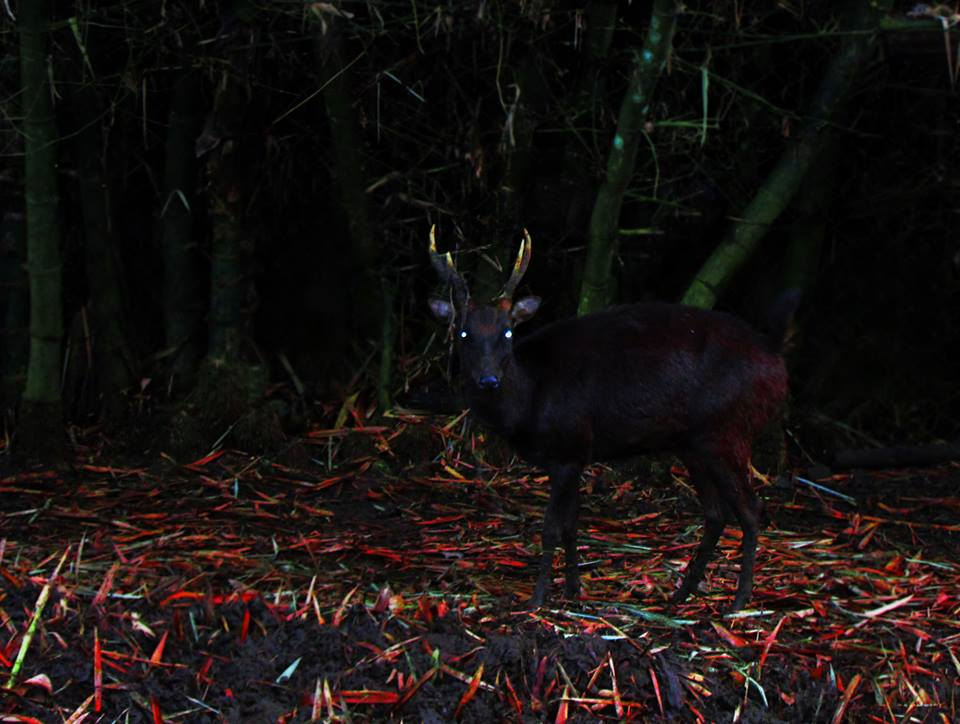
Rusa marianna(필리핀 민다나오섬 다바오)

## 같이 보기
- 루사사슴